# Eucinetomorphus asturiensis
Eucinetomorphus asturiensis es una especie de coleóptero de la familia Tetratomidae.

## Distribución geográfica
Habita en Asturias (España).